# Deus absconditus

Deus absconditus (expresie latină care înseamnă „dumnezeu ascuns”, din verbul abscondere, „a ascunde”) este un concept al teologiei creștine care se referă la imposibilitatea cunoașterii esenței lui Dumnezeu prin rațiunea umană. Acest concept este întâlnit în Vechiul Testament.

## Prezentare

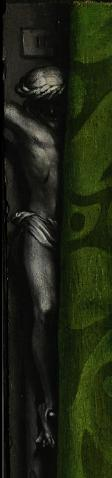
Ambasadorii (detaliu), de Holbein, 1533.

Expresia se află într-un verset din Cartea lui Isaia tradus în limba latină în Biblia vulgata: Vere tu es Deus absconditus Deus Israhel salvator (אָכֵן, אַתָּה אֵל מִסְתַּתֵּר--אֱלֹהֵי יִשְׂרָאֵל מוֹשִׁיעַ). Acest verset a fost tradus astfel în limba română: „Cu adevărat Tu ești Dumnezeu ascuns, Dumnezeul lui Israel Cel izbăvitor!” (Isaia 45:15).
Conceptul Deus absconditus se referă la neputința rațiunii umane de a înțelege esența lui Dumnezeu, „Cu-Totul-Altul” (Ganz Andere), potrivit expresiei lui Rudolf Otto din cartea Sacrul (1917). Mai mulți teologi și filozofi, printre care Nicolaus Cusanus, Martin Luther, Jean Calvin și Blaise Pascal, au analizat această imposibilitate în legătură cu transcendența divină. Luther și-a prezentat părerea cu privire la Deus absconditus în lucrarea De servo arbitrio, scrisă în limba latină și publicată în 1525, dar expusese deja această idee cu zece ani mai devreme în prelegerile sale despre Psalmi și în prelegerea sa despre Epistola către romani. Opusul lui Deus absconditus în teologia luterană este Deus revelatus (Dumnezeul revelat).
Acest concept, aflat în centrul teologiei apofatice, ocupă un loc important în teologia dialectică, în special la Karl Barth, căruia i se opune în această privință Erich Przywara.

## Pascal: Dumnezeul care se ascunde
Pentru Pascal, Deus absconditus este mai puțin un „Dumnezeu ascuns” și mai mult un „Dumnezeu care se ascunde” datorită orbirii oamenilor din cauza păcatului originar și de care numai Hristos îi poate izbăvi. Mai mult decât atât, fidel învățăturii janseniste, Pascal respinge capacitatea rațiunii de a pătrunde misterele credinței, întrucât se îndoiește de „dovezile metafizice” ale existenței lui Dumnezeu. În acest sens, Deus absconditus este necesar credinței: „Dacă Dumnezeu s-ar revela neîncetat oamenilor, nu ar fi niciun merit să credem în el, iar dacă nu s-ar revela niciodată, ar fi puțină credință”.

## Reprezentare artistică
În colțul din stânga sus al tabloului Ambasadorii al lui Holbein apare un crucifix pe jumătate ascuns de o perdea verde, o aluzie la Deus absconditus. Această imagine corespunde viziunii sugerate în Epistola către romani a Apostolului Pavel, pe care o admira Georges de Selve, ambasadorul reprezentat de Holbein.

## Vezi și
- Deus otiosus
- Teologie apofatică
- Teologie catafatică
- Analogia entis
- Secret mesianic
- Abis (filozofie)
- Revelație

## Legături externe
- Nicolaus Cusanus, Dialogus de Deo abscondito Arhivat în 8 noiembrie 2016, la Wayback Machine., în latină și italiană
- Concepția lui Karl Barth despre Dumnezeu, critica teologiei lui Karl Barth realizată de Martin Luther King, 2 ianuarie 1952, Universitatea Stanford